# Platja d'Arnao d'As Figueiras
La Platja d'Arnao d'As Figueiras (que no s'ha de confondre amb la Platja de Arnao que està situada en la localitat de Arnao), pertanyent al concejo de Castrillón (Astúries), és un tranquil i acollidor arenal en la desembocadura de la ria de l'Eo. Disposa de tots els serveis bàsics, bon aparcament i zona d'esplai. A la rodalia hi ha l'àrea recreativa de Salgueiro i té una molt bona xarxa de camins per als amants de les passejades.
Té uns 400 m de longitud i una amplària mitjana de 30 m i la seva forma és en línia recta. Els seus accessos són fàcils fins i tot per als vehicles que poden aparcar a uns 500 m i la sorra és fina i de color torrat. Té servei de socorrisme a l'estiu i la seva perillositat és baixa. Encara que està en un entorn rural, els caps de setmana té afluència massiva.
Les viles o nuclis de població més propers són Villadún i Granda. Per accedir a la platja sense necessitat de navegador o GPS, si se circula per la N 632 cal desviar-se a la dreta en l'última desviació abans del Puente de los Santos.

## Serveis
Té àrea de «pícnic», dutxes, equips de vigilància, papereres i aparcament; també té càmping proper i àrees recreatives del Puente de los Santos.